# General Logistics Systems

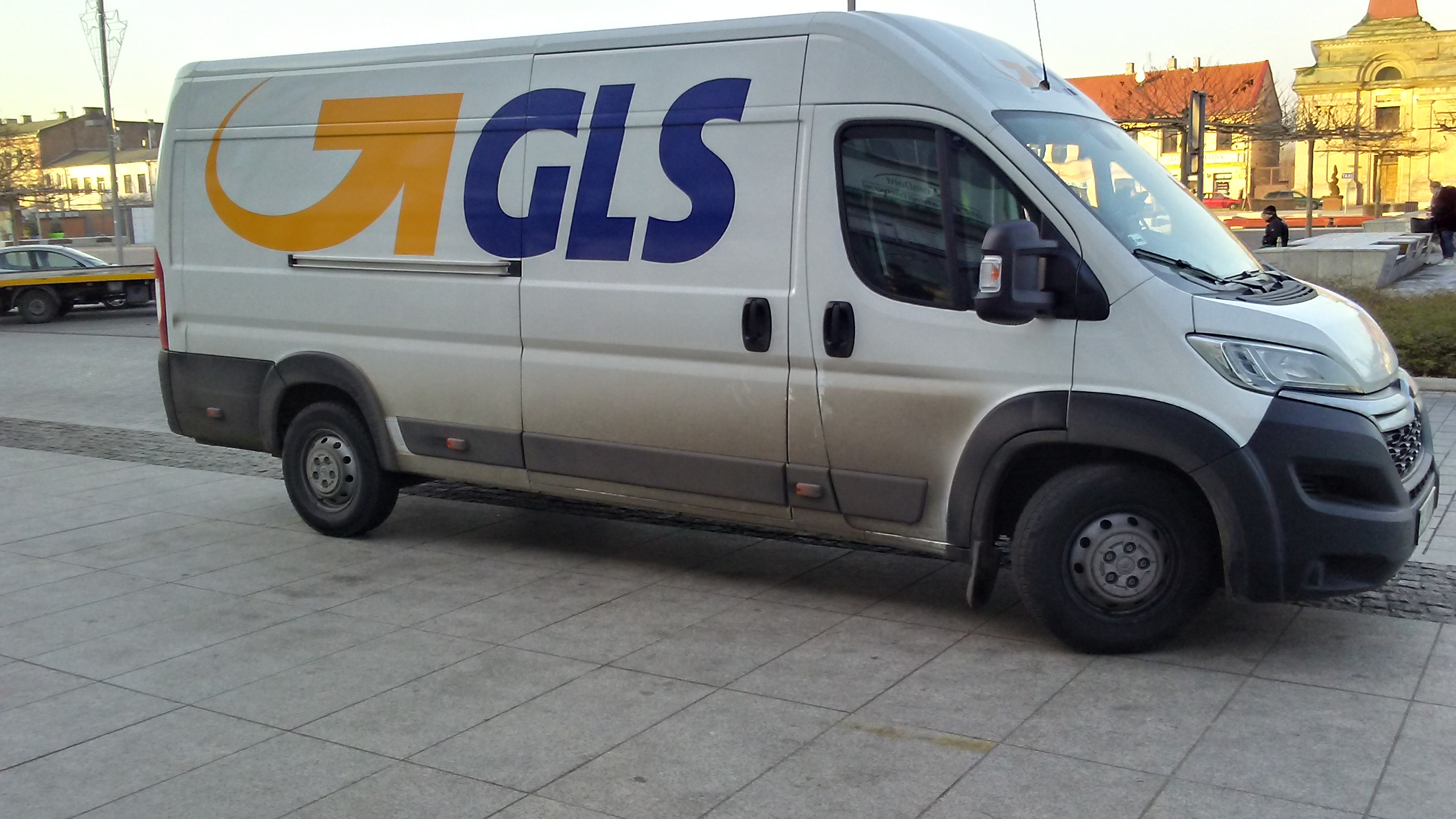
Samochód kuriera GLS w Tomaszowie Mazowieckim

General Logistics Systems B.V. – przedsiębiorstwo logistyczne z siedzibą w Amsterdamie, działające pod marką GLS.

## Charakterystyka
Założona w 1999 roku spółka jest częścią grupy Royal Mail. GLS świadczy usługi kurierskie, logistyczne oraz ekspresowe.
W Polsce przedsiębiorstwo świadczy usługi za pośrednictwem spółki-córki General Logistics Systems Poland sp. z o.o. z siedzibą w Głuchowie, której od stycznia 2005 r. jest jedynym udziałowcem. Pod koniec 2020 r. spółka dysponowała 41 oddziałami logistycznymi w Polsce.